# ベター・ハーフ
『ベター・ハーフ』は、中村中の1枚目のミニ・アルバム。2017年6月21日発売。

## 収録曲
| #  | タイトル                   | 作詞 | 作曲・編曲 |
| -- | -------------------------- | ---- | ---------- |
| 1. | 「たとえばぼくが死んだら」 |      |            |
| 2. | 「誕生」                   |      |            |
| 3. | 「愛されたい」             |      |            |
| 4. | 「愛してる」               |      |            |
| 5. | 「サン・トワ・マミー」     |      |            |

## 曲解説
1. たとえばぼくが死んだら
  - 森田童子の曲をカバー。
2. 誕生
  - 中島みゆきの曲をカバー。
3. 愛されたい
  - 中村中のオリジナル曲。
4. 愛してる
  - 橘いずみの曲をカバー。
5. サン・トワ・マミー
  - サルヴァトール・アダモの曲をカバー。